# Alfons V Afrykańczyk
Alfons V Afrykańczyk (ur. 15 stycznia 1432 w Sintrze, zm. 28 sierpnia 1481 w Lizbonie) – dwunasty król Portugalii (od 1438) z dynastii Avis, faktycznie sprawował władzę w latach 1449–1481.

## Początek panowania
Alfons V był synem króla Edwarda I Avis i Eleonory Aragońskiej. Urodził się i zmarł w Sintrze. Jako dziecko otrzymał staranne wykształcenie, przez co najprawdopodobniej przejawiał szacunek do nauki. Jego wychowawcami byli Stefan z Neapolu i Mateusz z Pizy. Po śmierci ojca w 1438 roku, który zmarł na dżumę, Alfons V odziedziczył tron, mając 6 lat. Z powodu małoletniości władcy regencję miała sprawować jego matka Eleonora Aragońska, ale w wyniku buntu mieszczan regentem został stryj Alfonsa – książę Coimbry infant Piotr – brat Edwarda I, posiadający poparcie mieszczan, głównie cechów Lizbony, którzy chcieli okrzyknąć go królem. Regent szybko zdominował młodego władcę stając się jedną z najważniejszych osób w królestwie. Piotr był przeciwny dalszej ekspansji morskiej Portugalczyków. Po osiągnięciu pełnoletniości Alfons odsunął od rządów Piotra i zdecydował się zaufać pomocy dwóch innych braci jego ojca: Henryka Żeglarza, księcia Viseu i Alfonsa, księcia Bragança. Reprezentowali oni odmienne stanowisko niż Piotr. Henryk był zwolennikiem wypraw do Maroka i ekspedycji morskich do Afryki, a Alfons chciał, aby korona ponownie oparła się o szlachtę, a nie rozgrywała przeciw niej mieszczan. Z tego powodu postanowili oni wyeliminować Piotra, którego zabito w bitwie pod Alfarrobeira w maju 1449 roku. Od tej pory rozpoczęły się samodzielne rządy Alfonsa, który jednak i tak realizował idee stryjów, dzięki którym uzyskał swobodę. Dlatego nie tylko zaangażował się w walki w Afryce, ale również pogodził dwór z wieloma rodami szlacheckimi, które utraciły łaskę podczas rządów jego dziadka Jana I.

## Walki w Afryce
Gdy w 1453 Turcy zdobyli Konstantynopol, papież Mikołaj V wezwał monarchów europejskich do krucjaty przeciw niewiernym. Czasy wypraw krzyżowych jednak już się zakończyły i chętnych nie było wielu. Jednym z tych nielicznych był król Portugalii, który zobowiązał się wystawić 12 tysięcy żołnierzy i walczyć z Saracenami. Kiedy okazało się, że krucjata na wschód nie wyruszy, Alfons postanowił zgromadzone wojska i środki użyć w Afryce. Wyprawa króla zakończyła się sukcesem, a wojska królewskie zdobyły w 1458 Al-Kasr-as-Saghir. Późniejsza wyprawa miała mniej szczęścia, ponieważ uległa murom Tangeru w 1463. Mimo to w 1471 zorganizowano nową wyprawę której sukcesem było zdobycie Arzili i Tangeru. Od akcji w Afryce zyskał swój przydomek, a sam król w 1471 rozszerzył swoją tytulaturę, która odtąd brzmiała król Portugalii i Algarve po tej i tamtej stronie Afryki. Zasługi Aflonsa V zostały już wcześniej dostrzeżone i docenione przez papieża Mikołaja V, który w 1455 wydał bullę Romanus pontifex, w której przyznawał królowi portugalskiemu, jego sukcesorom i infantowi Henrykowi prawo podboju nowych terenów w Afryce, walki z niewiernymi i monopol na handel, a tym, którzy by Portugalii utrudniali ich dzieło, groził ekskomuniką. Po śmierci stryja Henryka Alfons V przez jakiś czas osobiście interesował się wyprawami portugalskich żeglarzy do Afryki. Podczas jego panowania dopłynęli oni do Przylądka Zielonego, Wysp Zielonego Przylądka, Zatoki Gwinejskiej oraz zajęto wyspę Fernando Po.

## Konflikt z Kastylią
Na końcowy okres rządów Alfonsa V przypadł konflikt z Kastylią, przez który zaniedbał on inne sprawy, w tym także kwestię odkryć geograficznych. Po śmierci króla Kastylii, Henryka IV, w 1474 Alfons podjął próbę zdobycia tronu sąsiedniego królestwa. Najechał Kastylię, korzystając z poparcia kilku potężnych kastylijskich rodów szlacheckich. Przegrał ostateczną bitwę, nad rzeką Toro, w 1476 z główną konkurentką do tronu, Izabelą Kastylijską, którą popierała drobna szlachta i niższe warstwy społeczeństwa. Po tej bitwie sprzymierzeńcy Alfonsa przeszli do obozu Izabeli i jej męża Ferdynanda Aragońskiego. Do unormowania stosunków z Kastylią doszło w 1479, gdy podpisano traktat pokojowy w Alcáçovas, w którym w zamian za rezygnację z korony kastylijskiej król portugalski otrzymał ważne koncesje i przywileje handlowe w Afryce.

## Koniec rządów
Choć już w 1477 Alfons V przekazał rządy swemu synowi, to faktycznie obaj sprawowali władzę. Formalnie jego syn Jan zajął się portugalską ekspansją zamorską. Ostatnie lata życia Alfons V poświęcił kulturze i nauce, przejawiając zainteresowania literaturą, jako pierwszy władca założył w Portugalii bibliotekę z siedzibą w Coimbrze. Podobnie jak jego ojciec, zmarł podczas epidemii dżumy.

## Małżeństwa i potomstwo
Był dwukrotnie żonaty:
- od 6 maja 1447 z Izabelą, księżniczką Coimbra (1432 – 2 grudnia 1455). Mieli razem troje dzieci:
  - Jana (1451)
  - Joannę (1452–1490), beatyfikowaną w 1693 przez Innocentego XII
  - Jana II (1455–1495), kolejnego króla Portugalii
- od 30 maja 1475 ze swoją siostrzenicą – Joanną la Beltraneją, infantką kastylijską (1462–1530). Para nie miała dzieci, a ich małżeństwo zostało unieważnione przez papieża z powodu zbyt bliskiego pokrewieństwa.

Alfons miał jeszcze z Marią Álvares de Carvalho nieślubnego syna Álvaro Soaresa de Carvalho (1467–1557).